# Taishan (Guangdong)
Taishan er en by i Guangdong i Kina med cirka 1 million indbyggere.